# خانه آل یاسین
خانه آل یاسین در کاشان، خیابان امام، جنب خانه بارفروش واقع شده و این اثر در تاریخ ۲۵ اسفند ۱۳۷۹ با شمارهٔ ثبت ۳۲۵۰ به‌عنوان یکی از آثار ملی ایران به ثبت رسیده است.